# June Shannon
June Edith Shannon (* 10. August 1979 in McIntyre, Georgia) ist eine US-amerikanische Reality-TV-Darstellerin. Als Familienoberhaupt Mama June in der Trash-TV-Sendung Hier kommt Honey Boo Boo wurde sie Anfang der 2010er Jahre international bekannt und zu einem Inbegriff des White Trash.

## Leben
Shannon wurde in McIntyre, Georgia geboren; ihre Eltern ließen sich scheiden, als sie zwei Jahre alt war. Aufgrund einer nicht behandelten Katarakt ist sie seit ihrer Kindheit sehbehindert. Wenige Tage nach ihrem 15. Geburtstag brachte Shannon ihre erste Tochter Anna (1994–2023) zur Welt. Aus einer weiteren Beziehung gebar sie die Töchter Jessica (* 1996) und Lauryn (* 2000); aus einer dritten ging Alana (* 28. August 2005) hervor. Deren Vater, Mike Thompson, heiratete Shannon 2012; 2016 erfolgte die Scheidung. 2014 geriet Shannon in die Kritik, weil sie Kontakt zu einem wegen sexuellen Missbrauchs Minderjähriger verurteilten Straftäter gepflegt haben soll, der in der Vergangenheit bereits ihre älteste Tochter Anna sexuell belästigt hatte.
2016 unterzog sich Shannon, die zeitweise 210 kg wog, einer Magenbandoperation und reduzierte ihr Gewicht um 140 kg.
2019 wurde sie mit ihrem damaligen Lebensgefährten wegen Drogenkonsums inhaftiert. Im März 2022 heiratete sie ihren Lebensgefährten Justin Stroud.

## Karriere im Reality- und Trash-TV
Medial trat Shannon erstmals in Erscheinung, als sie 2011 ihre damals 5-jährige Tochter Alana in der von TLC produzierten Kindermodel-Show Toddlers & Tiaras auftreten ließ. Die beiden erregten genug Aufmerksamkeit, um von TLC für die Doku-Soap Hier kommt Honey Boo Boo unter Vertrag genommen zu werden, in der zwar die inzwischen 6-jährige Alana alias Honey Boo Boo im Mittelpunkt stand, aber auch das Leben der gesamten Familie Shannon um Mama June, ihre drei älteren Töchter und Alanas Vater gezeigt wurde. Die Sendung wurde zwischen August 2012 und Juni 2014 in vier Staffeln in den Vereinigten Staaten und ab April 2014 auf TLC Deutschland ausgestrahlt und machte die Mitwirkenden zumindest in den Vereinigten Staaten einem breiten Publikum bekannt. Mit Bekanntwerden der Vorwürfe, dass June Shannon einen wegen Missbrauchs Verurteilten treffen würde, wurde die Sendung von TLC abgesetzt.
Nach dem Ende der Serie blieb June Shannon mit Auftritten in US-Formaten wie Dr. Phil (2014) und The Doctors (2015) medial präsent. In dem Film Dumm und Dümmehr (2014) spielte sie eine kleine Nebenrolle. 2016 nahm sie mit ihrem Ehemann Mike Thompson an der sechsten Staffel der Reality-TV-Show Marriage Boot Camp teil, kurz vor der Trennung des Paares.
2017 erhielt sie auf We TV mit Mama June: From Not to Hot ihre eigene TV-Show, die ihre Bemühungen, ihr Übergewicht zu reduzieren und ihr äußeres Erscheinungsbild zu verbessern, zum Inhalt hatte.
2021 war June Shannon mit ihrer Tochter Alana in der sechsten Staffel der US-Ausgabe von The Masked Singer zu sehen. Maskiert in einem überdimensionalen Strandball belegten sie den 9. Platz der Staffel.

## Filmografie
- 2011: Toddlers & Tiaras (Reality-TV)
- 2012–14: Hier kommt Honey Boo Boo (Reality-TV)
- 2014: Dr. Phil (Reality-TV, Gastauftritt)
- 2014: Dumm und Dümmehr (Kinofilm)
- 2015: The Doctors (Reality-TV, Gastauftritt)
- 2016: Marriage Boot Camp (Reality-TV, 6. Staffel)
- 2017: Here Comes Honey Boo Boo: The Lost Episodes (Reality-TV)
- 2017–20: Mama June: From Not to Hot (Reality-TV)
- 2021: The Masked Singer (Staffel 6, 1 Folge)
- 2022: #THEDISH